# Парламентские выборы в Микронезии (2015)
Парламентские выборы в Федеративных Штатах Микронезии проводились 3 марта 2015 года. Изначально одновременно с выборами планировался референдум по независимости штата Трук, но позже он был перенесён.

## Избирательная система
Парламент Микронезии, называемый Конгресс Федеративных Штатов Микронезии, состоит из 14 сенаторов. 10 сенаторов избираются по одному от каждого избирательного округа на два года, а четыре сенатора избираются от каждого штата по системе пропорционального представительства на четыре года. В 2013 году избирались только 10 представителей от округов. На выборах 2015 года избирались все 14 сенаторов. Выборы были внепартийными.

## Предвыборная кампания
На 14 мест Конгресса было зарегистрировано 34 кандидата. В конце февраля 2015 года выборы от штата Трук были отсрочены губернатором штата Джонсоном Элимо. Причиной было названо неготовность избирательных документов. Вместе с этим был отсрочен и референдум по независимости штата.